# Goldschmidt Regio
La Goldschmidt Regio è una struttura geologica della superficie di 21 Lutetia.